# Adolf Dudek
Adolf Dudek (* 25. března 1964 Polička) je český ilustrátor dětských knížek. Prodalo se přes tři miliony knih s jeho ilustracemi.

## Životopis
Kreslení se věnuje od útlého dětství a jak sám říká, v podstatě se dětstvím prokreslil. Aby měl lepší šanci uplatnit se v budoucnu na pracovním trhu, začal studovat potravinářskou průmyslovou školu v Pardubicích, k tomuto oboru ale neměl vztah. Poté studoval Lidovou konzervatoř v Ostravě.
Po revoluci v roce 1989 se začal naplno věnovat kreslení. V Ostravě si našel nakladatele a v roce 1992 vyšla jeho první kniha s názvem Veselá zvířátka. Následovaly další knihy jako například O koblížkovi (1992), Abeceda (1993) nebo Vařila myšička kašičku (1996). Mezi jeho nejnovější knihy patří Cestovatelské pohádky (2016) nebo Špalíček pohádek a říkadel (2017). Celkově ilustroval přibližně 130 knih. Než začal v roce 1991 působit jako ilustrátor na volné noze, pracoval jako velitel telefonní ústředny nebo konstruktér.
Kromě ilustrování se věnuje také pořádání vystoupení pro děti i dospělé jako například Hrajeme si na malíře, Pohádkové kreslení, Malujeme Vánoce nebo Vystoupení ke dni matek. Jejich cílem je zábavnou formou naučit kreslit. Ilustruje ve spolupráci s dětským časopisem Sluníčko a věnuje se také ilustracím obalů CD, omalovánkám, pohlednicím nebo malbám na stěnu. Jeho dalšími zálibami je horské kolo, příroda, hudba, film nebo cestování. Inspiraci hledá například v oblasti Beskyd. Žije ve Frenštátě pod Radhoštěm.
Mezi jeho oblíbené ilustrátory patří Helena Zmatlíková nebo Josef Lada.

## Dílo

### Nejznámější knihy
- Veselá zvířátka, 1992
- O koblížkovi, 1992
- Abeceda, 1993
- Vařila myšička kašičku, 1996
- Halí belí, 1996
- Skákal pes přes oves, 1996
- Víš, jak mluví zvířátka?, 1997
- Povídej pohádku, 1997
- Paci, paci, pacičky, 1999
- Kočka leze dírou, 1999
- První čtení pro malé čtenáře, 1999
- Říkankový kolotoč, 2002
- Jede, jede mašinka, 2002
- Velká kniha pro malé děti, 2003
- Pec nám spadla, 2004
- Prší, prší, jen se leje, 2004
- Pohádky pro malé děti, 2004
- Stavitel Honza, 2006
- Lékařka Marta, 2006
- Hasič Péťa, 2006
- Prodavačka Hanka, 2006
- Výpravčí Ondra, 2006
- Farmář Kuba, 2006
- Policista Kryštof, 2007
- Kadeřnice Blanka, 2007
- Velká obrázková abeceda, 2007
- První čtení pro malé čtenáře, 2008
- O Popelce a jiné pohádky, 2008
- O veliké řepě, 2009
- Říkadla pro nejmenší, 2011
- Když jsem já sloužil, 2011
- Cestovatelské pohádky, 2016
- Špalíček pohádek a říkadel, 2017
- České lidové písničky, 2018
- Povídej pohádku, 2019
- Velká kniha pohádek a říkadel, 2021
- Nové cestovatelské pohádky, 2022